# Janet Perry
Janet Perry (Minneapolis, 27 de Dezembro de 1947) é uma celebrada soprano de ópera.
Em 1959, aos 11 anos, ela foi vista em uma versão em palco de O Mágico de Oz, na St Paul Civic Opera. Após o ensino médio, matriculou-se no Curtis Institute of Music, sob a tutela da Sra. Eufemia Giannini-Gregory.
Tendo obtido o título de Bacharel em Música, partiu para a Europa, onde estreou na Opera Linz, como Zerlina em Don Giovanni, em 1969. Nas épocas subsequentes, Perry apareceu na maioria das principais casas de ópera do continente, bem como a maioria dos seus famosos festivais, incluindo os de Salzburgo, Glyndebourne, Aix-en-Provence e Bregenz.
Um especial favorito de Herbert von Karajan, a soprano também cantou sob Carlos Kleiber, Karl Böhm, Riccardo Muti, Daniel Barenboim, Nikolaus Harnoncourt, Mstislav Rostropovich, Rafael Kubelík, James Levine e Wolfgang Sawallisch, bem como os diretores Jean-Pierre Ponnelle e Giorgio Strehler.